# كولين هاوكينز
كولين هاوكينز (بالإنجليزية: Colin Hawkins)‏ (17 أغسطس 1977 بغالواي في جمهورية أيرلندا - ) هو لاعب كرة قدم أيرلندي في مركز الدفاع. شارك مع منتخب جمهورية أيرلندا تحت 21 سنة لكرة القدم. أما مع النوادي، فقد لعب مع باتريك أتلتيك وبرايتون أند هوف ألبيون وكوفنتري سيتي ونادي بوهيميان ونادي دوندالك ونادي دونكاستر روفرز ونادي شامروك روفرز ونادي شيلبورن وSporting Fingal F.C. ‏ ونادي تشيسترفيلد.

## وصلات خارجية
- كولين هاوكينز على موقع الاتحاد الدولي (مؤرشف)  (الإنجليزية)
- كولين هاوكينز على موقع قاعدة بيانات كرة القدم.إي يو (الإنجليزية)
- كولين هاوكينز على موقع Soccerbase.com (لاعب) (الإنجليزية)